# Матчи сборной Польши по футболу 1930

В 1930 году открылся новый стадион сборной Польши — Стадион Войска Польского

В 1930 году сборная Польши провела 5 матчей, три неофициальных и 2 товарищеских. В обеих товарищеских матчах одержаны победы. Разница мячей 9:0.
9 августа 1930 года, матчем «Легия» (Варшава) — «CF Europa» (Барселона), открылся новый стадион национальной сборной — «Стадион Войска Польского». Сам матч закончился со счётом 1:1.
Бомбардиры сборной Польши в 1930 году:
- Юзеф Наврот[пол.] — 4 гола;
- Юзеф Цишевски[пол.] — 2 гола;
- Юзеф Смочек[пол.] — 1 гол;
- Леонард Малик[пол.] — 1 гол;
- Мечислав Бальцер[пол.] — 1 гол.

## Матч № N7
Неофициальный матч
| Будапешт 11 мая 1930 года | \| Венгрия (люб.) \| 3:1 \| Польша \| \| \| Голы \| Кароль Коссок \| |               |
| Венгрия (люб.)            | 3:1                                                                  | Польша        |
|                           | Голы                                                                 | Кароль Коссок |

## Матч № N8
Неофициальный матч
| Краков 15 июня 1930 года                         | \| Польша \| 3:1 \| Австрия (люб.) \| \| Хенрик Рейман · Кароль Коссок · Мечислав Бальцер \| Голы \| \| |                |
| Польша                                           | 3:1 | Австрия (люб.) |
| Хенрик Рейман · Кароль Коссок · Мечислав Бальцер | Голы |                |

## Матч № 32
Товарищеский матч
| Швеция | 0:3 отчёт (недоступная ссылка) | Польша                                   |
|        | Голы                           | Юзеф Цишевски 39′, 69′ · Юзеф Смочек 43′ |

| | Составы | | |
| Олле Бергтссон, Херберт Лундгрен, Гуннар Захаров, Руне Карлссон, Вильгельм Петерсен, Хельге Лильйебьёрн, Руне Венцель, Гарри Даль, Пер Кауфельдт, Карл-Эрик Хольмберг, Эверт Ханссон |         | Мариан Фонтович, Генрик Мартына, Юрий Буланов, Бронислав Сейхтэр, Зигмунт Хрусциньский, Александр Мысяк, Владислав Щепаняк, Кароль Пазурек, Юзеф Смочек, Леон Сперлинг, Юзеф Цишевски | Мариан Фонтович, Генрик Мартына, Юрий Буланов, Бронислав Сейхтэр, Зигмунт Хрусциньский, Александр Мысяк, Владислав Щепаняк, Кароль Пазурек, Юзеф Смочек, Леон Сперлинг, Юзеф Цишевски |

## Матч № N9
Неофициальный матч
| Прага 26 октября 1930 года | \| Чехословакия (люб.) \| 2:1 \| Польша \| \| \| Голы \| Валериан Киселиньский \| |                       |
| Чехословакия (люб.)        | 2:1                                                                               | Польша                |
|                            | Голы                                                                              | Валериан Киселиньский |

## Матч № 33
Товарищеский матч
| Польша                                                                    | 6:0 отчёт (недоступная ссылка) | Латвия |
| Юзеф Наврот 11′, 26′, 71′, 89′ · Леонард Малик 32′ · Мечислав Бальцер 87′ | Голы                           |        |

| | Составы | | |
| Максимилиан Козмин, Юзеф Адамек, Тадеуш Конкевич, Антоний Галецкий, Мариан Шаллер, Ян Войцеховский, Юзеф Котлярчик, Юзеф Наврот, Леонард Малик, Юзеф Цишевски, Мечислав Бальцер |         | Викторс Визла, Вальдемарс Гравелис, Фрицис Лауманис, Владимирс Берзинс, Альбертс Сейбелис, Вальдемарс Розе, Робертс Блюменталс, Александрс Приеде, Эрикс Петерсонс, Аркадийс Павловс, Фрицис Дамбревицс | Викторс Визла, Вальдемарс Гравелис, Фрицис Лауманис, Владимирс Берзинс, Альбертс Сейбелис, Вальдемарс Розе, Робертс Блюменталс, Александрс Приеде, Эрикс Петерсонс, Аркадийс Павловс, Фрицис Дамбревицс |